# سمع

حاسة السمع (رمز الأذن)

رمز نظام المساعدة على السمع

السمع  هي واحدة من الحواس الخمس التقليدية، وهي القدرة على الإحساس بالاهتزازات عن طريق جهاز مثل الأذن.
عدم القدرة على السماع هو ما يسمى بالصمم في البشر والفقاريات الأخرى والسمع عمليةً تبدأ بالصوت المنبعث الذي يُعد المصدر ويمر بالأذن التي تستشعر الصوت وتلتقطه، وتنتهي بمركز السمع بالمخ.
تتالف الأذن من ثلاث اجزاء:
1- خارج الأذن
2- وسط الأذن
3- داخل الأذن

## اختبارات السمع
يمكن قياس السمع عن طريق جهاز يسمى(اديوميتر). الاختبارات الكهربية للسمع يمكن أن توفر قياسات دقيقة للسمع حتى في حالة فقدان الوعي، التقدم التقني في هذه الاختبارات قد سمحت فحص السمع للأطفال الرضع لتصبح على نطاق واسع، ومن اختبارات السمع اختبار رينيه واختبار ويبر باستعمال الرنانة.

## السمع تحت الماء
إن السمع تحت الماء هوالقدرة على حصر مصادر الصوت والتي تنخفض تحت سطح الماء وتكون سرعة الصوت تحت الماء اسرع من سرعته في الهواء.
السمع تحت الماء يتم بواسطة (توصيل العظام) ،ويعتمدتوصيل الصوت على الفوارق الموجودة في توصيل العظام.
لأن الصوت يحتاج إلى وسط لكي ينتقل من خلاله، فإن السمع يصبح مستحيلا في الفراغ.

## السمع عند الحيوانات
ليست كل الأصوات يمكن سماعها من قبل جميع الحيوانات. كل نوع من الحيوانات يملك مدى محدد يستطيع السماع عنده. الكثير من الحيوانات تستخدم السمع كوسيلة للاتصال، والسمع عند هذه الأنواع مهم لبقائها.
الإنسان يستطيع أن يسمع الأصوات بين 20 إلى 20,000 هيرتز.

### آلية السمع عند الإنسان
تدخل الموجات الصوتية إلى الأذن بعد أن يقوم الصيوان بتجميعها، ثم تمر عبر القناة السمعية الخارجية (الصورة:gg) إلى الطبلة (الصورة:tf) التي تحولها إلى اهتزازات تنتقل إلى المطرقة (الصورة:h) فالسندان (الصورة:a) فالركاب (الصورة:s) وثم إلى القوقعة التي يؤدي اهتزاز القناتين السمعية (الصورة:tht) والدهليزية (الصورة:vht) فيها إلى توليد سلسلة من الذبذبات تنتقل بواسطة العصب السمعي إلى المخ بصورة سيالات عصبية، حيث تترجم هناك إلى أصوات نسمعها.

## التلوث السمعي
ينصح بتجنب التلوث السمعي لأن الأصوات العالية لها تأثيرات سيئة على الأعصاب. من تأثيرات التلوث السمعي على الإنسان:
- ضعف حاسة السمع
- ضعف التركيز
- ارتفاع ضغط الدم
- الشد العصبي